# Ukrajna a 2011-es úszó-világbajnokságon
Ukrajna a 2011-es úszó-világbajnokságon 37 sportolóval vett részt.

## Érmesek
|     | Nemzet  | Arany | Ezüst | Bronz | Összesen |
| 27. | Ukrajna | 0     | 0     | 1     | 1        |

| Érem      | Név                                     | Sport   | Esemény                        | Dátum      |
| --------- | --------------------------------------- | ------- | ------------------------------ | ---------- |
| Bronzérem | Oleksandr Horskovozov Olekszandr Bondar | Műugrás | Férfi 10 méteres szinkronugrás | július 17. |

## Műugrás
Férfi
| Versenyző(k)                              | Esemény                        | Selejtező | Selejtező | Elődöntő | Elődöntő | Döntő             | Döntő             |
| Versenyző(k)                              | Esemény                        | Pont      | Helyezés  | Pont     | Helyezés | Pont              | Helyezés          |
| ----------------------------------------- | ------------------------------ | --------- | --------- | -------- | -------- | ----------------- | ----------------- |
| Olekszandr Horskovozov                    | Férfi 1 méteres műugrás        | 361.75    | 13        |          |          | Nem jutott tovább | Nem jutott tovább |
| Olekszij Prihorov                         | Férfi 1 méteres műugrás        | 352.30    | 16        |          |          | Nem jutott tovább | Nem jutott tovább |
| Olekszij Prihorov                         | Férfi 3 méteres műugrás        | 408.35    | 17 Q      | 448.25   | 6 Q      | 399.30            | 12                |
| Dmitro Mezsenszkij                        | Férfi 3 méteres műugrás        | 415.90    | 16 Q      | 396.20   | 17       | Nem jutott tovább | Nem jutott tovább |
| Olekszandr Bondar                         | Férfi 10 méteres toronyugrás   | 423.90    | 14 Q      | 435.60   | 11 Q     | 457.35            | 8                 |
| Kosztyantin Miljajev                      | Férfi 10 méteres toronyugrás   | 428.75    | 13 Q      | 419.95   | 12 Q     | 407.50            | 12                |
| Olekszandr Horskovozov Dmitro Mezsenszkij | Férfi 3 méteres szinkronugrás  | 380.52    | 7 Q       |          |          | 412.20            | 6                 |
| Olekszandr Bondar Olekszandr Horskovozov  | Férfi 10 méteres szinkronugrás | 423.99    | 6 Q       |          |          | 435.36            | Bronzérem         |

Női
| Versenyző(k)                          | Esemény                      | Selejtező | Selejtező | Elődöntő | Elődöntő | Döntő             | Döntő             |
| Versenyző(k)                          | Esemény                      | Pont      | Helyezés  | Pont     | Helyezés | Pont              | Helyezés          |
| ------------------------------------- | ---------------------------- | --------- | --------- | -------- | -------- | ----------------- | ----------------- |
| Olena Fedorova                        | Női 1 méteres műugrás        | 258.30    | 9 Q       |          |          | 274.15            | 10                |
| Olena Fedorova                        | Női 3 méteres műugrás        | 293.90    | 15 Q      | 289.85   | 15       | Nem jutott tovább | Nem jutott tovább |
| Hanna Piszmenszka                     | Női 1 méteres műugrás        | 251.40    | 13        |          |          | Nem jutott tovább | Nem jutott tovább |
| Hanna Piszmenszka                     | Női 3 méteres műugrás        | 301.90    | 12 Q      | 306.25   | 9 Q      | 317.25            | 8                 |
| Julija Prokopcsuk                     | Női 10 méteres toronyugrás   | 321.35    | 7 Q       | 316.95   | 10 Q     | 340.15            | 6                 |
| Olena Fedorova Hanna Piszmenszka      | Női 3 méteres szinkronugrás  | 291.90    | 2 Q       |          |          | 302.40            | 4                 |
| Viktorija Potyehina Julija Prokopcsuk | Női 10 méteres szinkronugrás | 283.62    | 7 Q       |          |          | 311.64            | 5                 |

## Hosszútávúszás
Férfi
| Versenyző         | Esemény                             | Döntő     | Döntő    |
| Versenyző         | Esemény                             | Idő       | Helyezés |
| ----------------- | ----------------------------------- | --------- | -------- |
| Ihor Sznyitko     | Férfi 5 kilométeres hosszútávúszás  | 56:31.6   | 14       |
| Ihor Sznyitko     | Férfi 10 kilométeres hosszútávúszás | 1:54:55.6 | 19       |
| Ihor Cservinszkij | Férfi 5 kilométeres hosszútávúszás  | 58:28.5   | 30       |
| Ihor Cservinszkij | Férfi 10 kilométeres hosszútávúszás | 1:54:58.7 | 21       |

Női
| Versenyző         | Esemény                           | Döntő     | Döntő    |
| Versenyző         | Esemény                           | Idő       | Helyezés |
| ----------------- | --------------------------------- | --------- | -------- |
| Aljona Berbaszova | Női 5 kilométeres hosszútávúszás  | 1:01:22.6 | 25       |
| Aljona Berbaszova | Női 10 kilométeres hosszútávúszás | 2:11:05.2 | 41       |
| Olha Bereszneva   | Női 10 kilométeres hosszútávúszás | 2:02:25.1 | 15       |
| Olha Bereszneva   | Női 25 kilométeres hosszútávúszás | 5:29:35.6 | 4        |

## Úszás
Férfi
| Versenyző         | Esemény                        | Selejtező | Selejtező | Elődöntő          | Elődöntő          | Döntő             | Döntő             |
| Versenyző         | Esemény                        | Idő       | Helyezés  | Idő               | Helyezés          | Idő               | Helyezés          |
| ----------------- | ------------------------------ | --------- | --------- | ----------------- | ----------------- | ----------------- | ----------------- |
| Andrij Hovorov    | Férfi 50 méteres gyorsúszás    | 22.51     | 22        | Nem jutott tovább | Nem jutott tovább | Nem jutott tovább | Nem jutott tovább |
| Andrij Hovorov    | Férfi 50 méteres pillangóúszás | 23.63     | 9 Q       | 23.39             | 5 Q               | 23.64             | 8                 |
| Szerhij Frolov    | Férfi 800 méteres gyorsúszás   | 3:55.01   | 27        |                   |                   | Nem jutott tovább | Nem jutott tovább |
| Szerhij Frolov    | Férfi 800 méteres gyorsúszás   | 8:03.87   | 21        |                   |                   | Nem jutott tovább | Nem jutott tovább |
| Szerhij Frolov    | Férfi 1500 méteres gyorsúszás  | 15:14.38  | 16        |                   |                   | Nem jutott tovább | Nem jutott tovább |
| Anton Honcsarov   | Férfi 800 méteres gyorsúszás   | 8:02.07   | 19        |                   |                   | Nem jutott tovább | Nem jutott tovább |
| Valerij Dimo      | Férfi 50 méteres mellúszás     | 28.44     | 31        | Nem jutott tovább | Nem jutott tovább | Nem jutott tovább | Nem jutott tovább |
| Valerij Dimo      | Férfi 100 méteres mellúszás    | 1:01.52   | 28        | Nem jutott tovább | Nem jutott tovább | Nem jutott tovább | Nem jutott tovább |
| Ihor Boriszik     | Férfi 100 méteres mellúszás    | 1:01.25   | 20        | Nem jutott tovább | Nem jutott tovább | Nem jutott tovább | Nem jutott tovább |
| Ihor Boriszik     | Férfi 200 méteres mellúszás    | 2:13.17   | 19        | Nem jutott tovább | Nem jutott tovább | Nem jutott tovább | Nem jutott tovább |
| Makszim Semberjev | Férfi 200 méteres mellúszás    | 2:13.18   | 20        | Nem jutott tovább | Nem jutott tovább | Nem jutott tovább | Nem jutott tovább |
| Makszim Semberjev | Férfi 400 méteres vegyesúszás  | 4:19.29   | 17        |                   |                   | Nem jutott tovább | Nem jutott tovább |

Női
| Versenyző(k)                                                     | Esemény                        | Selejtező | Selejtező | Elődöntő          | Elődöntő          | Döntő             | Döntő             |
| Versenyző(k)                                                     | Esemény                        | Idő       | Helyezés  | Idő               | Helyezés          | Idő               | Helyezés          |
| ---------------------------------------------------------------- | ------------------------------ | --------- | --------- | ----------------- | ----------------- | ----------------- | ----------------- |
| Darina Sztepanyuk                                                | Női 50 méteres gyorsúszás      | 25.50     | 19        | Nem jutott tovább | Nem jutott tovább | Nem jutott tovább | Nem jutott tovább |
| Darina Zevina                                                    | Női 200 méteres gyorsúszás     | 2:01.50   | 32        | Nem jutott tovább | Nem jutott tovább | Nem jutott tovább | Nem jutott tovább |
| Darina Zevina                                                    | Női 400 méteres gyorsúszás     | 4:15.65   | 22        |                   |                   | Nem jutott tovább | Nem jutott tovább |
| Darina Zevina                                                    | Női 50 méteres hátúszás        | 28.99     | 21        | Nem jutott tovább | Nem jutott tovább | Nem jutott tovább | Nem jutott tovább |
| Darina Zevina                                                    | Női 100 méteres hátúszás       | 1:01.36   | 15 Q      | 1:00.05           | 10                | Nem jutott tovább | Nem jutott tovább |
| Darina Zevina                                                    | Női 200 méteres hátúszás       | 2:08.35   | 2 Q       | 2:08.22           | 4 Q               | 2:07.82           | 4                 |
| Alina Vac                                                        | Női 50 méteres hátúszás        | 29.24     | 26        | Nem jutott tovább | Nem jutott tovább | Nem jutott tovább | Nem jutott tovább |
| Alina Vac                                                        | Női 100 méteres hátúszás       | 1:02.80   | 32        | Nem jutott tovább | Nem jutott tovább | Nem jutott tovább | Nem jutott tovább |
| Hanna Dzerkal                                                    | Női 200 méteres vegyesúszás    | 2:16.17   | 21        | Nem jutott tovább | Nem jutott tovább | Nem jutott tovább | Nem jutott tovább |
| Hanna Dzerkal                                                    | Női 400 méteres vegyesúszás    | 4:48.17   | 23        |                   |                   | Nem jutott tovább | Nem jutott tovább |
| Valerija Podleszna Darina Sztepanyuk Hanna Dzerkal Darina Zevina | Női 4 × 200 méteres gyorsváltó | 8:06.42   | 14        |                   |                   | Nem jutott tovább | Nem jutott tovább |

## Szinkronúszás
Női
| Versenyző(k) | Esemény               | Selejtező | Selejtező | Döntő  | Döntő    |
| Versenyző(k) | Esemény               | Pont      | Helyezés  | Pont   | Helyezés |
| --- | --------------------- | --------- | --------- | ------ | -------- |
| Lolita Ananaszova | Egyéni rövid program  | 89.600    | 6 Q       | 90.700 | 6        |
| Lolita Ananaszova | Egyéni szabad program | 91.400    | 6 Q       | 91.550 | 6        |
| Darina Jusko Kszenyija Szidorenko | Páros rövid program   | 90.900    | 6 Q       | 91.300 | 6        |
| Darina Jusko Kszenyija Szidorenko | Páros szabad program  | 92.100    | 6 Q       | 91.580 | 6        |
| Lolita Ananaszova Inha Hillier Darina Jusko Hanna Klimenko Olekszandra Szabada Katyerina Szadurszka Kszenyija Szidorenko Anna Volosina                                    | Csapat rövid program  | 92.100    | 6 Q       | 92.200 | 6        |
| Lolita Ananaszova Inha Hillier Hanna Hmelnyicka Hanna Klimenko Olha Kondrasova Olekszandra Szabada Katyerina Szadurszka Anna Volosina                                     | Csapat szabad program | 91.960    | 6 Q       | 92.740 | 6        |
| Lolita Ananaszova Inha Hillier Darina Jusko Hanna Hmelnyicka Olha Kondrasova Olena Hrecsihina Olekszandra Szabada Katyerina Szadurszka Kszenyija Szidorenko Anna Volosina | Kombinációs kűr       | 92.410    | 5 Q       | 92.080 | 5        |

Tartalék
- Hanna Orel